# Austin Kestrel
Dimensions
L'Austin Kestrel est un avion biplan biplace de tourisme britannique de l'Entre-deux-guerres.
Biplan côte à côte à ailes égales décalées et structure métallique entoilée, le Kestrel fut dessiné par J. Kenworthy, avec un moteur Beardmore de 200 ch. Le Ministère de l’Air britannique ayant organisé un concours d’avions civils à Martlesham Heath en août 1920 pour tenter de stimuler l’industrie britannique, Austin Motor Company y présenta le Kestrel, qui se classa troisième dans sa catégorie (Avions légers). Déçu par le faible volume des ventes, Herbert Austin décida peu après de fermer son département aviation et de se concentrer sur la production automobile. Propriété d'Austin Motor, l’unique Kestrel [G-EATR] fut radié fin juillet 1921.

## Référence
- A.J. Jackson, British Civil Aircraft since 1919 (Volume 1). Putnam, Londres (1974).  (ISBN 0 370 10006 9)
- Journal Flight, n°606 du 6 août 1920 page 855.